# Thecobathra yasudai
Thecobathra yasudai is een vlinder uit de familie van de stippelmotten (Yponomeutidae). De wetenschappelijke naam van de soort werd in 1965 gepubliceerd door S. Moriuti.